# Kino Polesie w Łodzi
Kino Polesie w Łodzi – kino mieszczące się w przy ul. Wileńskiej 37 Łodzi. Zamknięte na początku XXI wieku.
Kino zostało otwarte 30 kwietnia 1960 roku, w byłym audytorium szkoleń ideologicznych, przylegającym do kompleksu szkolnego ZMP (później szpital Madurowicza, od 2011 roku funkcjonujący jako filia szpitala Pirogowa). Po przebudowaniu sali wykładowej na kinową, obiekt nie stracił swojej oświatowej funkcjonalności i przez następne lata służył w godzinach przedpołudniowych jako aula wykładowa dla studentów medycyny. Kino posiadało salę widowiskową na 250 osób, było chętnie wykorzystywane przez szkoły z Karolewa i Rekini jako kino oświatowe. Ze względu na swój peryferyjny (osiedlowy) charakter, a także rozwój multipleksów, Polesie z czasem traciło na atrakcyjności i pomimo prób podtrzymania funkcjonalności, które następowały jeszcze na początku XXI wieku zostało zamknięte z powodów finansowych. Budynek został przejęty przez ZOZ Łódź-Polesie.